# 黔桂轮环藤
黔桂轮环藤（学名：Cyclea insularis sp. guangxiensis）为防己科轮环藤属下的一个亚种。

## 扩展阅读
- 維基物種上的相關：黔桂轮环藤